# مديرية كشر

تعديل مصدري - تعديل

مديرية كشر إحدى مديريات محافظة حجة في اليمن. بلغ عدد سكانها 74176 نسمة عام 2004. تضم أربع عزل:

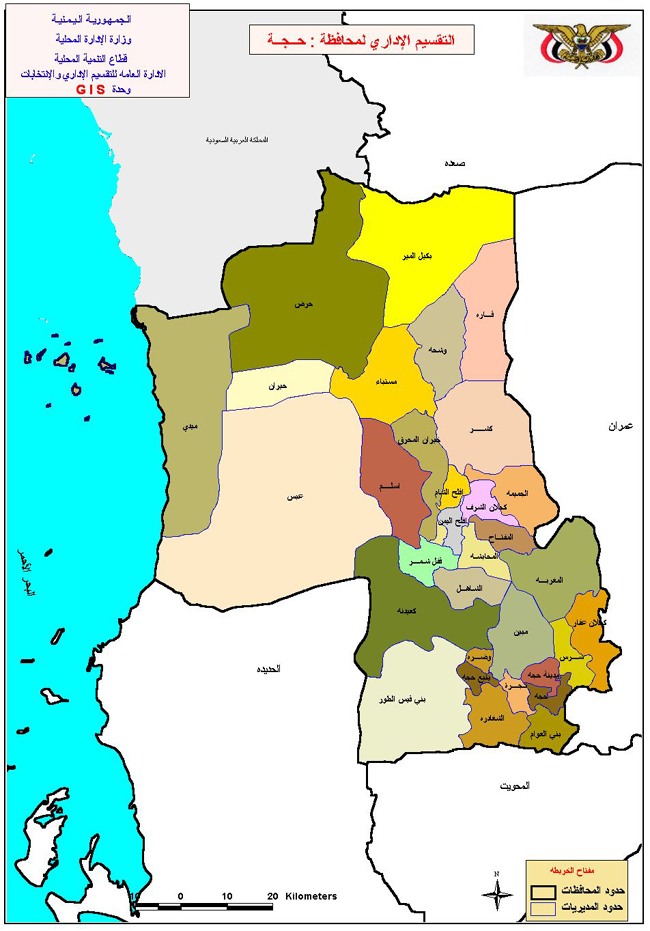
موقع مديرية كشر في محافظة حجة

1- أنهم الغرب
2- أنهم الشرق
3- بني داود والحماريين
4- عاهم